# Seconda Milizia
Seconda Milizia è una serie di quattro francobolli emessi dalle Poste del Regno d'Italia il 1º marzo del 1928, come emissione commemorativa con sovrapprezzo a favore della cassa di previdenza della Milizia Volontaria per la Sicurezza Nazionale.

## Notizie storiche
La serie di quattro francobolli fu emessa con sovrapprezzo a favore della Milizia Volontaria per la Sicurezza Nazionale ed era composta da un valore da 30 c. + 10 c., in violetto chiaro e nero, raffigurante Castel Sant'Angelo, un valore da 50 c. + 20 c., in verde ed ardesia, raffigurante l'acquedotto Claudio, un valore da 1,25 lire + 50 c., in azzurro e nero, con veduta del Campidoglio ed un valore da 5 lire + 2 lire, in rosso scarlatto e nero, raffigurante la piazza del Popolo di Roma.
Il 4 marzo del 1929 fu emessa una seconda serie con colori diversi, dove il violetto fu sostituito dal rosso, il verde dal viola, il blu dal bruno ed il rosso scarlatto dal verde oliva, che doveva essere usata nelle colonie dopo essere stata appositamente soprastampata. Ma una serie di quattro fogli diversi da cinquanta esemplari l'uno non fu soprastampata per errore e questa scarsa tiratura ha reso l'emissione in colori diversi una delle serie più rare della filatelia italiana del periodo moderno. Non sono però note affrancature eseguite con questi ultimi valori.

## Notizie tecniche
- Soggetti: Castel Sant'Angelo, Acquedotto Claudio, Campidoglio e Piazza del Popolo in Roma
- Tirature: 190.000 serie[1]
- Validità: 31 agosto 1930
- Stampa: calcografica
- Fogli: da 50 esemplari[1]
- Dentellatura: 11 lineare
- Filigrana: assente
- Incisore: A.Repettati
- Disegnatore: E. Cavalletti
- Varietà: